# Груздев, Фавст Сергеевич
Фавст Сергеевич Груздев (1867—1913) — русский литератор и публицист, редактор журнала «Наука и жизнь» (1904—1906), член Императорского Русского географического общества.

## Биография
Родился 3 (15) сентября 1867 года в г. Макарьев Костромской губернии; в числе восьми детей в семье, известность получили его братья: Сергей (1864—1936) и Викторин (1866—1938), ставшие докторами медицины.
Детство и отрочество он провёл в Костроме, где его отец, Сергей Иванович Груздев был священником Троицкой церкви и преподавателем духовного училища, в котором все его сыновья получали первоначальное образование.
Не окончив полного курса Костромской духовной семинарии, он отправился в Санкт-Петербург. Для поступления в Лесной институт, сдал экстерном экзамены на аттестат зрелости. Во время обучения за работу «О произрастании сосны обыкновенной на известковых почвах», был награждён Советом института серебряной медалью. Институт был окончен в 1892 году.
В ноябре 1889 года начал выходить журнал «Природа и люди». Ответственным редактором нового журнала официально был утвержден старший из братьев Груздевых, Сергей Сергеевич Груздев, но всю редакционную работу выполняли его братья, бывшие тогда ещё студентами — Викторин и Фавст. В первом номере была помещена статья Ф. С. Груздева с указанием псевдонима) «В недрах океана». В 1890 году в нём появилось свыше 30 его очерков и статей; в том же году он стал секретарём редакции журнала.
Также он состоял редактором еженедельного журнала «Сельский хозяин», который как и «Природа и люди» печатался издательством П. П. Сойкина. В 1904—1906 годов он издавал научный и литературный ежемесячник «Наука и жизнь», а в 1908 году редактировал ежедневную политическую газету «Современная мысль».
Был членом Императорского Русского географического общества.
В июне 1913 года, уехал отдохнуть в деревню. Возвращаясь в Санкт-Петербург, 22 июля (4 августа) 1913 года умер от тяжелого заболевания (аневризма аорты), мучившего его последние два года, в вагоне поезда близ станции Дно (в то время Московско-Виндаво-Рыбинской железной дороги). Был похоронен в Петербурге 25 июля на литераторских мостках Волкова кладбища.
В августе 2016 года на безымянной могиле Фавста Сергеевича Груздева была установлена памятная доска.